# Kolcowniczek białowieski
Kolcowniczek białowieski (Dentipratulum bialoviesense Domański) – gatunek grzybów należący do rodziny szyszkogłówkowatych (Auriscalpiaceae). Wyglądem i wymaganiami ekologicznymi zbliżony jest do drobnokolca żółknącego Mucronella calva.

Pozycja gatunku w rodzinie szyszkogłówkowatych

## Systematyka i nazewnictwo
Pozycja w klasyfikacji według Index Fungorum: Auriscalpium, Auriscalpiaceae, Russulales, Incertae sedis, Agaricomycetes, Agaricomycotina, Basidiomycota, Fungi.
Dentipratulum bialoviesense został opisany w 1965 r. przez Stanisława Domańskiego na podstawie okazów zebranych w 1962 r. w Białowieskim Parku Narodowym. Był wówczas jedynym przedstawicielem monotypowego rodzaju Dentipratulum.
Nazwę „kolcowniczek białowieski” nadał gatunkowi Władysław Wojewoda w 1997 r. w pracy Życie i dzieło profesora Stanisława Domańskiego (1916-1993). Stanisław Domański używał nazwy murawka białowieska.

## Występowanie i siedlisko
Odnotowano go jedynie na trzech stanowiskach: w Białowieskim Parku Narodowym, we Francji i na Wyspach Kurylskich w Azji. Drugi raz odnotowano go w Białowieskim PN w 1973 r. Od tego czasu (do 2010 r.) nie natrafiono tam na tego grzyba.
Gatunek zasiedla martwe drewno drzew liściastych.
Kolcowniczek białowieski ma status wymierającego (E) w Czerwonej liście grzybów wielkoowocnikowych Polski.